# Modelo Beverton–Holt
El modelo Beverton–Holt modeliza poblaciones de tiempo discreto clásico dando el número esperado n t+1 (o densidad) de individuos en generación t + 1 como función del número de individuos en la generación anterior,
{\displaystyle n_{t+1}={\frac {R_{0}n_{t}}{1+n_{t}/M}}.}
Aquí R0 está interpretado como el índice de proliferación por generación y K = (R0 − 1) M es la capacidad de llevar del entorno. Este se introdujo en el contexto de pesca por Beverton & Holt (1957). El trabajo subsiguiente derivó el modelo bajo otras suposiciones como competición de concurso (Brännström & Sumpter 2005), dentro de recurso anual de competición limitada (Geritz & Kisdi 2004)  o incluso como el resultado de una fuente malthusiana enlazando por densidad-dependiente (Bravo de la Parra et al 2013). El modelo Beverton–Holt puede ser generalizado para incluir mezclar competición (modelo Ricker, el modelo Hassell y el modelo Maynard Herrero–Slatkin). Es también posible de incluir la agrupación espacial de los individuos (ver Brännström & Sumpter 2005).
A pesar de ser nolinear, el modelo puede ser solucionado explícitamente, desde entonces es de hecho una ecuación no homogénea lineal en 1/n.
La solución es
{\displaystyle n_{t}={\frac {Kn_{0}}{n_{0}+(K-n_{0})R_{0}^{-t}}}.}
Debido a esta estructura, el modelo puede ser considerado como el equivalente de tiempo discreto del continuo de ecuación logística para crecimiento de población introducido por Verhulst; por comparación, la ecuación lógica es
Y su solución es
{\displaystyle {\frac {dN}{dt}}=rN\left(1-{\frac {N}{K}}\right),}
Y su solución es
{\displaystyle N(t)={\frac {KN(0)}{N(0)+(K-N(0))e^{-rt}}}.}